# Kelling Heath
Kelling Heath – wieś w Anglii, w hrabstwie Norfolk, w dystrykcie North Norfolk. Leży 36 km na północ od Norwich i 180 km na północny wschód od Londynu.